# Lago Gigerwaldsee
O Lago Gigerwaldsee É um lago de reservatório localizado no município de Pfäfers, no cantão de St. Gallen, Suíça. 
O reservatório deste lago tem um volume de 35,6 milhões de m³ e uma área de 0,71 km². A barragem de arco  foi concluída em 1976 e tem uma altura de 147 m.